# ミハイン・ロペス
ミハイン・ロペス・ヌネス（Mijaín López Núñez、1982年8月20日 - ）は、キューバのピナール・デル・リオ出身のレスリング・グレコローマンスタイルの選手。階級は130kg級。身長195cm。兄のミチェル・ロペスもアテネオリンピックのボクシング・スーパーヘビー級で銅メダルを獲得している。

## 来歴
ロペスは11歳の時にレスリングを始め、2002年以来、パンナム選手権では計10回優勝している。パンナム競技大会では3連覇を達成した。世界選手権120kg級では2005年と2007年に優勝すると、2008年の北京オリンピックでも優勝を飾った。さらに2009年と2010年の世界選手権でも優勝した。2012年ロンドンオリンピックでは2連覇を達成した。2014年の世界選手権130kg級では5度目の優勝を飾り、これでオリンピックを含めた世界大会では7度目の優勝となった。
2016年のリオデジャネイロオリンピックでも金メダルを獲得し（3連覇）、オリンピックを含めた世界大会では8度目の優勝を飾った。2021年に開催された2020年東京オリンピックでも優勝し、近代オリンピック7人目となる個人4連覇を達成した。2024年に開催されたパリオリンピックでも優勝し、近代オリンピック史上個人競技では初となる個人5連覇を達成し、現役引退を試合後リング上で表明した。

## 主な戦績
- 2002年 -　パンナム選手権　優勝
- 2003年 -　パンナム選手権　2位
- 2003年 -　パンナム競技大会　優勝
- 2004年 -　パンナム選手権　優勝
- 2004年 -　アテネオリンピック　5位
- 2005年 -　パンナム選手権　優勝
- 2005年 -　世界学生選手権　優勝
- 2005年 -　世界選手権　優勝
- 2006年 -　パンナム選手権　優勝
- 2006年 -　世界選手権　2位
- 2007年 -　パンナム選手権　優勝
- 2007年 -　パンナム競技大会　優勝
- 2007年 -　世界選手権　優勝
- 2008年 -　パンナム選手権　優勝
- 2008年 -　北京オリンピック　優勝
- 2009年 -　パンナム選手権　優勝
- 2009年 -　世界選手権　優勝
- 2010年 -　世界選手権　優勝
- 2011年 -　パンナム選手権　優勝
- 2011年 -　世界選手権　2位
- 2011年 -　パンナム競技大会　優勝
- 2012年 -　パンナム選手権　優勝
- 2012年 -　ロンドンオリンピック　優勝
- 2014年 -　パンナム選手権　優勝
- 2014年 -　世界選手権　優勝(130kg級)
- 2015年 -　世界選手権　2位
- 2016年 -　リオデジャネイロオリンピック　優勝
- 2021年 -　2020年東京オリンピック　優勝
- 2024年 -　パリオリンピック　優勝